# 東八尾駅
東八尾駅（ひがしやつおえき）は、富山県富山市八尾町城生（）にある、西日本旅客鉄道（JR西日本）高山本線の駅である。

## 歴史

東八尾駅の開業を報ずる新聞

以前当駅周辺の杉原地区に住む人々は、線路が近隣にあるにもかかわらず、列車に乗車するには越中八尾駅まで4km程も歩かねばならず不便を感じていた。これによってまず地元婦人会は中間駅新設運動を盛んに展開し、1955年（昭和30年）には東八尾駅開設期成同盟会を結成して、町議会と共に日本国有鉄道へ請願書を提出した結果、全国から多数の請願があった中でも優先的に開業が実現したと言う。

### 年表
- 1956年（昭和31年）6月1日：国鉄高山本線笹津駅 - 越中八尾駅間に新設[2]。旅客のみ取扱う[2]無人駅[3]。
- 1987年（昭和62年）4月1日：国鉄分割民営化に伴い、西日本旅客鉄道（JR西日本）の駅となる[4]。
- 2019年（平成31年）：老朽化した待合所が建て替えられた。

## 駅構造
盛土上に単式ホーム1面1線を有する地上駅（停留所）。駅舎は無いが、水洗式便所と待合室が設置されている。但し、自動券売機は設置されていない。待合所脇と笹津方面の2ヶ所に入口がある。構内には205キロポストが立っている。
北陸広域鉄道部管理の無人駅。。旧待合所は長椅子を備える木造構造であったが、2019年に城端線東野尻駅等同様の待合室に改築された。

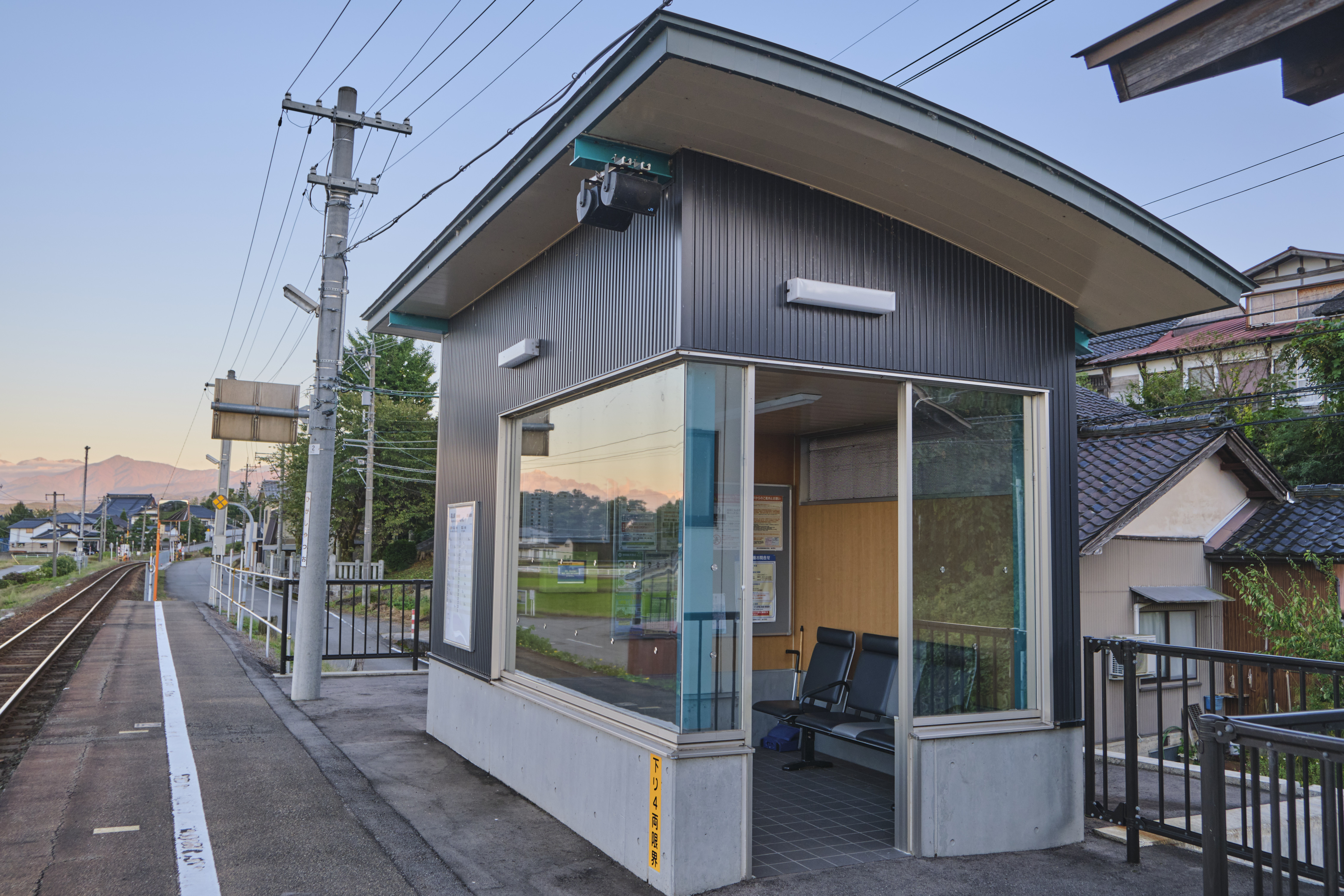
待合室外観
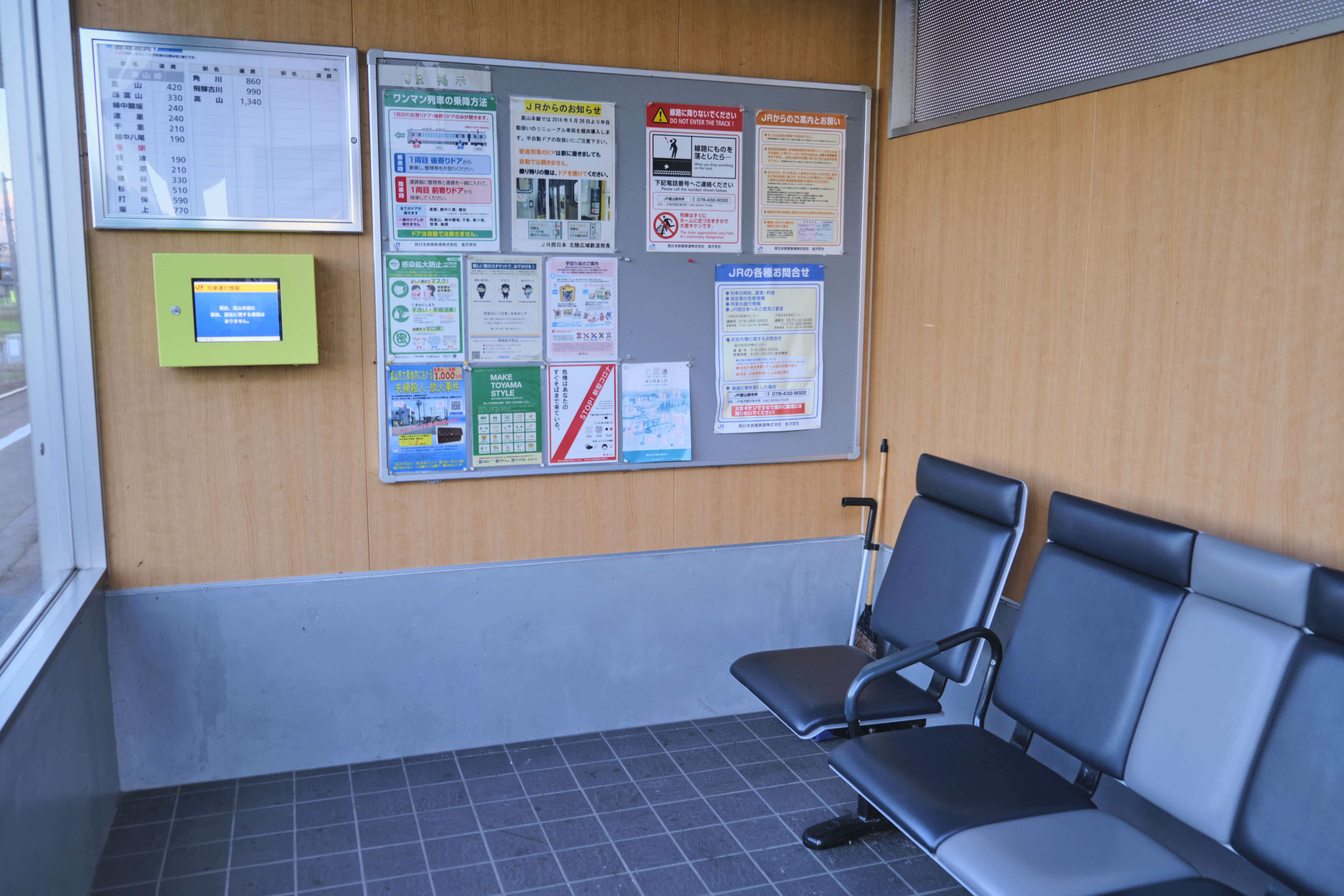
待合室内観
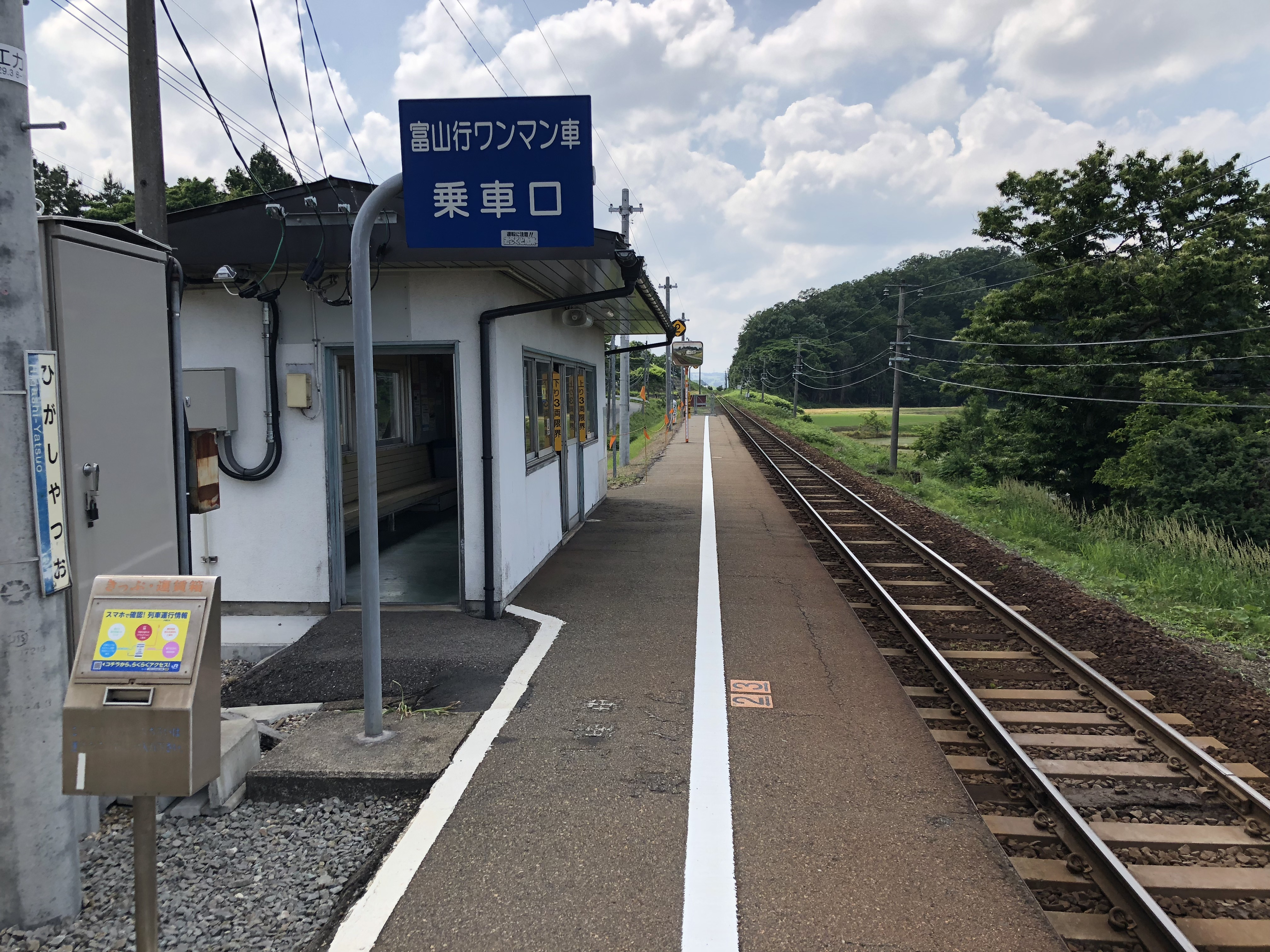
ホーム
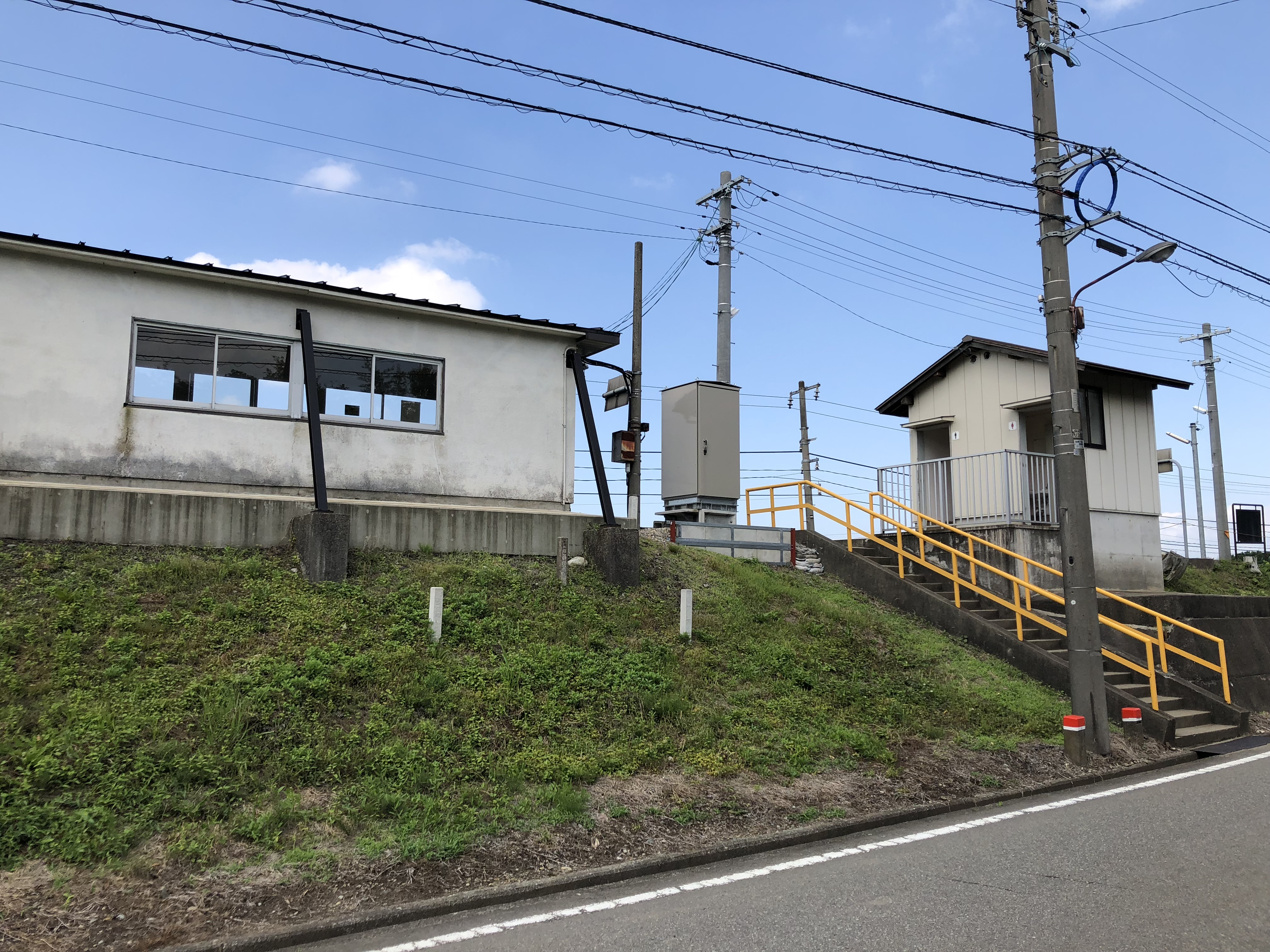
旧待合室と便所
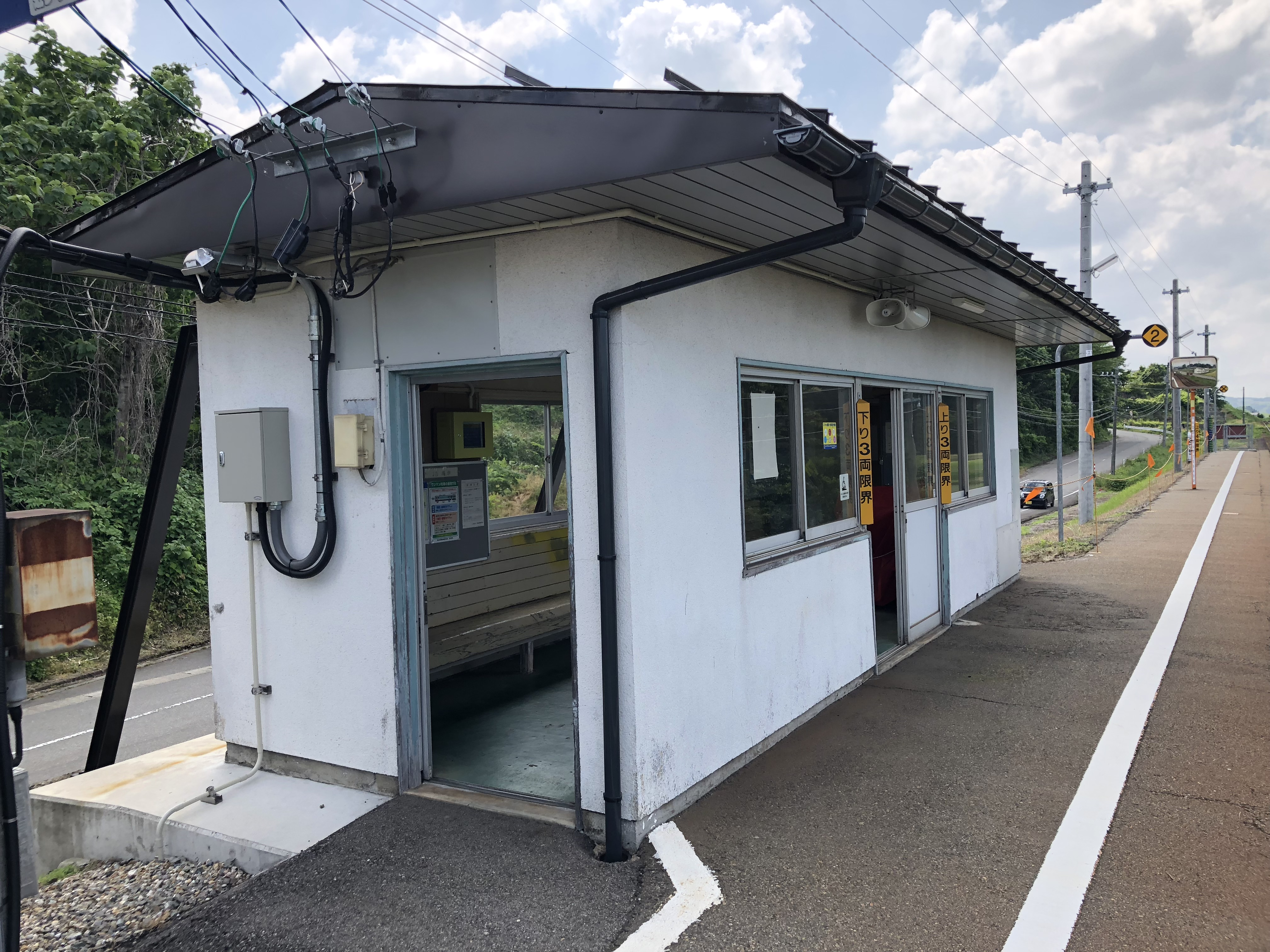
旧待合所外観
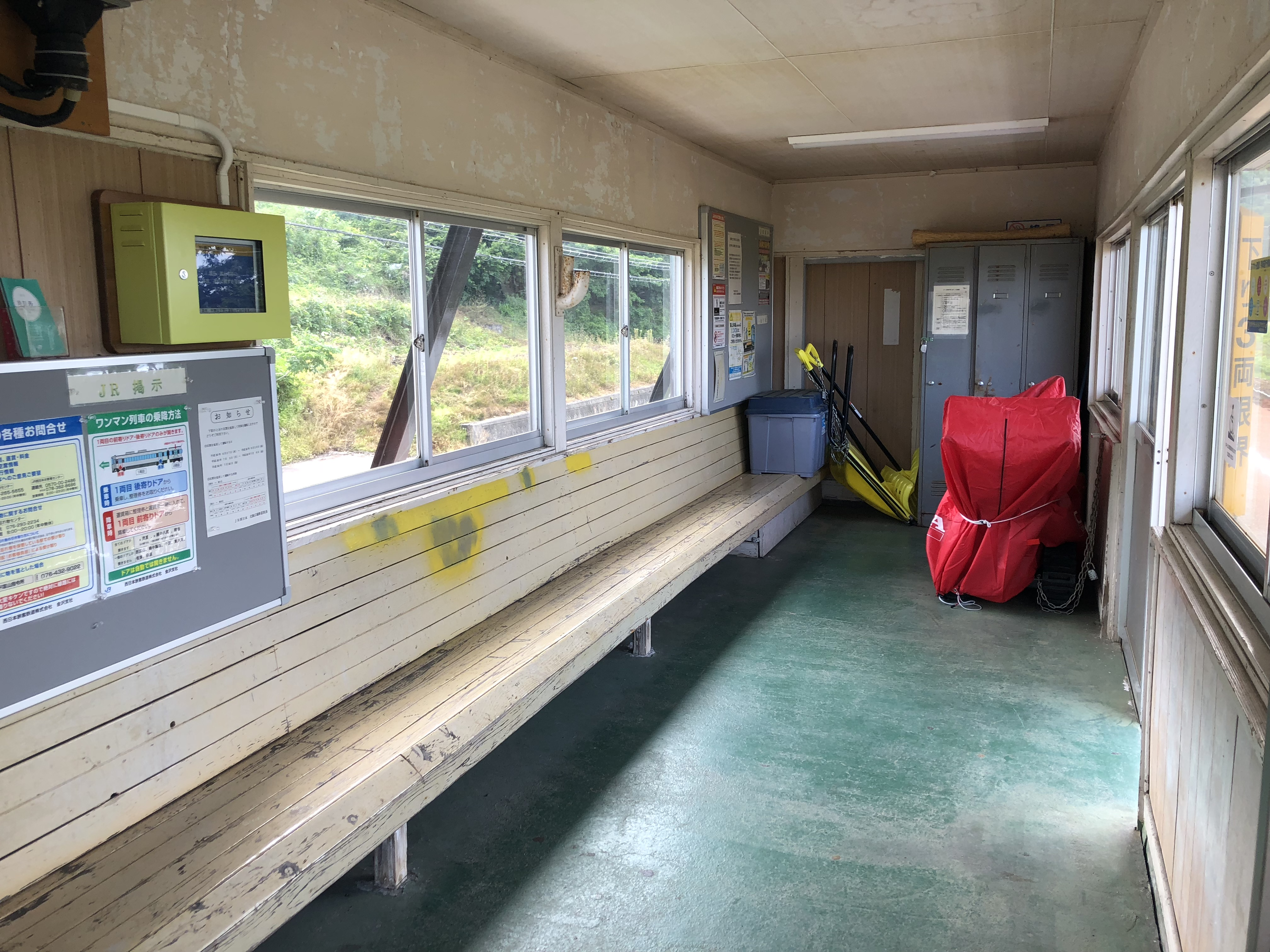
旧待合所内観
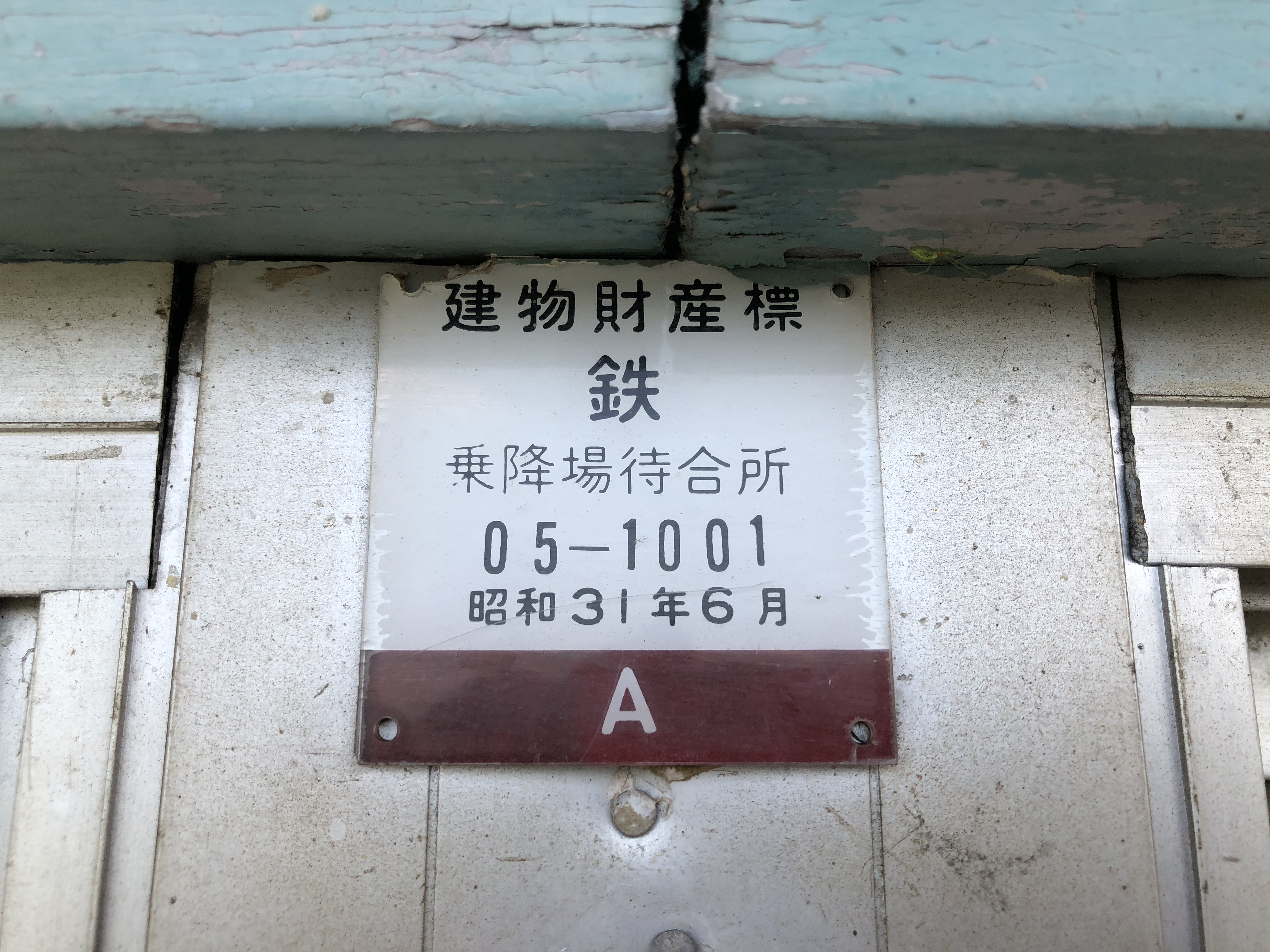
旧待合所建物財産標
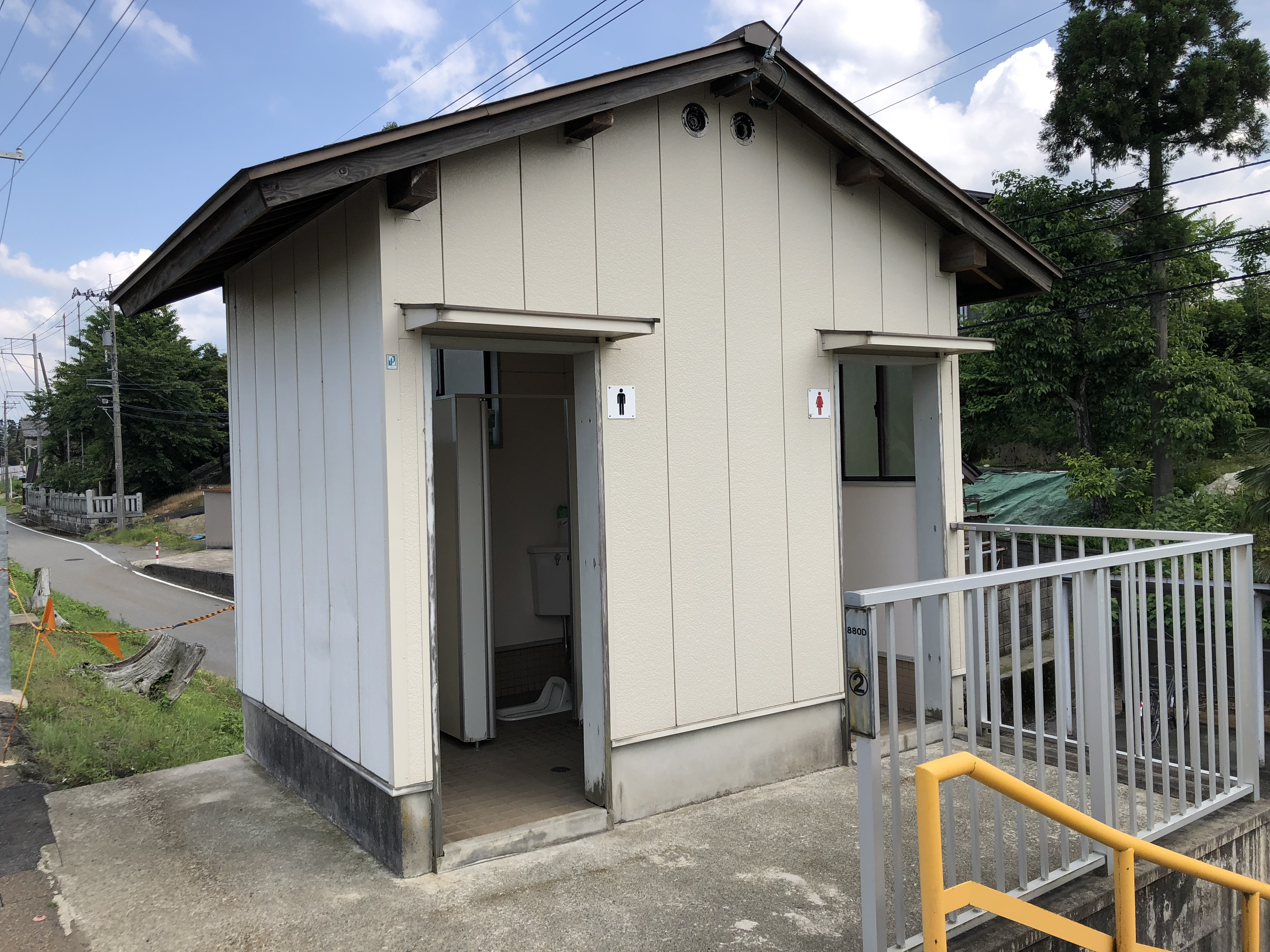
便所

## 利用状況
「富山県統計年鑑」及び「富山市統計書」によると、近年の1日平均乗車人員の推移は以下の通り。
| 年度   | 1日平均 乗車人員 |
| ------ | ---------------- |
| 1995年 | 57               |
| 1996年 | 52               |
| 1997年 | 39               |
| 1998年 | 31               |
| 1999年 | 30               |
| 2000年 | 34               |
| 2001年 | 33               |
| 2002年 | 37               |
| 2003年 | 36               |
| 2004年 | 37               |
| 2005年 | 33               |
| 2006年 | 37               |
| 2007年 | 41               |
| 2008年 | 35               |
| 2009年 | 26               |
| 2010年 | 28               |
| 2011年 | 33               |
| 2012年 | 39               |
| 2013年 | 43               |
| 2014年 | 41               |
| 2015年 | 46               |
| 2016年 | 44               |
| 2017年 | 49               |
| 2018年 | 42               |
| 2019年 | 40               |
| 2020年 | 31               |
| 2021年 | 31               |
| 2022年 | 29               |
| 2023年 | 34               |

## 隣の駅
西日本旅客鉄道（JR西日本）
■高山本線
笹津駅 - 東八尾駅 - 越中八尾駅